# Aja (álbum)
Aja (pronunciado como Eiya) es el sexto álbum de estudio de la banda estadounidense de jazz rock Steely Dan. Fue lanzado el 23 de septiembre de 1977 por ABC Records. Grabando junto a casi 40 músicos, los líderes de la banda Donald Fagen y Walter Becker empujaron a Steely Dan a experimentar con diferentes combinaciones de músicos de sesión mientras buscaban composiciones más largas y sofisticadas para el álbum.
El álbum alcanzó el puesto número tres en las listas de Estados Unidos y el número cinco en el Reino Unido, convirtiéndose finalmente en el LP de mayor éxito comercial de Steely Dan. Engendró varios sencillos de éxito, incluidos "Peg", "Deacon Blues" y "Josie".
En julio de 1978, Aja ganó el premio Grammy a la mejor grabación no clásica y recibió nominaciones al Grammy por Álbum del año y Mejor interpretación pop de un dúo o grupo con voces. Desde entonces, ha aparecido con frecuencia en listas profesionales de los mejores álbumes, con críticos y audiófilos aplaudiendo los altos estándares de producción del álbum. En 2010, la Biblioteca del Congreso seleccionó el álbum para su preservación en el Registro Nacional de Grabaciones por ser "cultural, histórica o artísticamente significativo".
El elenco de músicos de sesión de renombre que participaron en las grabaciones incluía a Victor Feldman, Wayne Shorter, Pete Christlieb, Chuck Rainey, Bernard Purdie, Rick Marotta, Steve Gadd, Larry Carlton, Dean Parks, Jay Graydon, Paul Griffin y Don Grolnick.
La portada consistía en una fotografía de la modelo japonesa Saeko Yamaguchi realizada por Hideki Fujii.